# Eishockey in Russland
Eishockey gehört in Russland zu den beliebtesten Mannschaftssportarten und wird heutzutage von etwa 77.000 Menschen regelmäßig betrieben, was ungefähr 0,05 % der russischen Gesamtbevölkerung entspricht. Auch wenn Russland von einigen Historikern neben Kanada als weiteres mögliches Mutterland dieser Wintersportart angesehen wird, so gilt als gesichert, dass das moderne Eishockey der langjährigen sowjetischen Bandy-Tradition entstammte, auf deren Grundlage innerhalb weniger Jahre der Anschluss an die internationale Spitze hergestellt werden konnte. Letztendlich bestimmten Mannschaften aus der UdSSR drei Jahrzehnte lang den sportlichen Maßstab im Amateurbereich und feierten sowohl als Nationalmannschaft als auch als Vereinsmannschaft zahlreiche Erfolge.

## Geschichte

### Die Anfänge in der UdSSR
Während sich das mit der Hartgummischeibe praktizierte „kanadische“ Eishockey bereits Ende des 19. Jahrhunderts in Europa ausbreitete, konnte sich diese Variante in der Sowjetunion erst in den 1940er Jahren durchsetzen. 1947 wurde dabei die erste Meisterschaftssaison der Sowjetischen Liga ausgetragen, die zeit ihres Bestehens von den Moskauer Mannschaften dominiert wurde. Wie andere olympische Sportarten war das Eishockey auf Basis von Sportträgern organisiert und in das staatliche Förderprogramm eingebunden. Die Ausbildung der Nachwuchstalente übernahmen die Sportschulen. Die Aufbauhilfe des tschechoslowakischen Verbandes, dessen Auswahlteam bereits die absolute Weltspitze verkörperte, gab der Entwicklung in der UdSSR zusätzliche Impulse. Innerhalb kurzer Zeit konnte so aus den schlagkräftigsten Akteuren der sowjetischen Liga – zum Teil zusätzlich aktive Bandy- oder Fußballspieler – eine leistungsstarke Mannschaft formiert werden. Deren Leistungsvermögen wurde bereits beim ersten Länderspiel deutlich, als die ebenfalls im Aufbau befindliche DDR-Nationalmannschaft mit 21 Toren Unterschied deklassiert wurde.

### Aufstieg zur Weltspitze
Nach dem Eintritt der Sowjetunion in die Internationale Eishockey-Föderation (IIHF) 1952 folgte zwei Jahre später das Debüt auf der internationalen Wettkampfbühne. Dabei gewann die „Sbornaja“ auf Anhieb die Weltmeisterschaft 1954 und fügte dem bisherigen Seriensieger aus Kanada mit 7:2 dessen bis zu diesem Zeitpunkt höchste WM-Niederlage zu. Ein Jahr später folgte jedoch die umgehende Revanche, wo eine deutliche 0:5-Pleite im Duell der bis dato einzigen ungeschlagenen Teams für die UdSSR den zweiten Platz hinter dem Rekordweltmeister bedeutete. Bei den Olympischen Spielen 1956 behielten wiederum die sowjetischen Akteure die Oberhand und gewannen letztlich ohne Punktverlust zum ersten Mal die olympische Goldmedaille. Die folgenden WM-Turniere wurden zwar in der Regel wieder von den Nordamerikanern geprägt, die Auswahl der UdSSR avancierte jedoch endgültig zum sportlichen Rivalen Nummer eins und musste sich – abgesehen von den USA 1960 und der Tschechoslowakei 1961 – ausschließlich den Kanadiern beugen.

### Sowjetische Eishockey-Dominanz
Die Weltmeisterschaft 1963 markierte schließlich mit dem dritten Titelgewinn der UdSSR den Beginn der sowjetischen Ära und damit die endgültige Wachablösung im olympischen Eishockey. Musste sich die „Sbornaja“ in diesem Event einmal noch Schweden knapp geschlagen geben, so blieb sie für die nächste Zeit ohne Niederlage. Lediglich ein 3:3-Unentschieden – wiederum gegen die Skandinavier – bei der WM 1966 bedeutete den einzigen Punktverlust. Erst bei den Olympischen Spielen 1968 gelang es mit der Tschechoslowakei wieder einem Team, die UdSSR zu bezwingen. Beide Mannschaften hatten bis dato das Amateur-Eishockey maßgeblich weiterentwickelt und ähnelten sich in ihrer taktisch geprägten Spielanlage. Folgerichtig bereiteten die Mitteleuropäer der sowjetischen Auswahl auch in der Folgezeit die meisten Probleme, während der Rekordweltmeister aus Kanada zunehmend nur noch eine untergeordnete Rolle spielte und ab 1970 den Großturnieren gänzlich fernblieb. Nach zwei weiteren Niederlagen gegen ihren tschechoslowakischen Erzrivalen bei der Weltmeisterschaft 1971 drohte schließlich die Erfolgsserie der UdSSR nach acht aufeinanderfolgenden Titelgewinnen zu Ende zu gehen und konnte nur dank der Torschützenhilfe der Schweden – ihrerseits zweimal gegen die Sbornaja-Bezwinger siegreich – weitergeführt werden. Im Jahr darauf durften die Tschechoslowaken endgültig triumphieren, nachdem sie als WM-Gastgeber den sowjetischen Abonnementssieger im direkten Duell mit einem Sieg und einem Unentschieden erneut hatten in die Schranken weisen können. Allerdings hatte die UdSSR mit ihrem Olympiasieg wenige Wochen zuvor in gewohnt souveräner Manier bereits den Saisonhöhepunkt gewonnen und verkörperte mit insgesamt vier Olympiasiegen und elf Weltmeistertiteln weiterhin die absolute Spitze im weltweiten Amateur-Eishockey.
Auch in den Folgejahren erwies sich die sowjetische Auswahl wiederholt als zu stark für die Konkurrenz und fügte bis 1990 seiner Titelsammlung drei weitere Olympiasiege und elf WM-Titel hinzu. Darüber hinaus beschränkte sich die Vormachtstellung des sowjetischen Eishockeys nicht nur auf die Nationalmannschaften, sondern spiegelte sich auch auf der europäischen Vereinsebene wider. So gewannen zwischen 1969 und 1990 bis auf eine Ausnahme ausschließlich sowjetische Mannschaften den jährlich ausgetragenen Europapokal.

### Kampf der Systeme
Obwohl die nordamerikanischen Teams bereits seit Anfang der 1960er den sportlichen Anschluss verloren hatten, waren die Begegnungen der UdSSR gegen die Auswahlmannschaften der USA bzw. Kanadas unverändert von besonderer Brisanz geprägt, was einerseits der gegensätzlichen politischen Zugehörigkeit der betreffenden Staaten und andererseits der unterschiedlichen Spielanlage geschuldet war. Im Gegensatz zu den Spielen gegen die Tschechoslowakei als härtesten langjährigen Rivalen hielt sich die sportliche Bedeutung dieser Begegnungen oftmals in Grenzen, da sich in der Regel das positionsgebundene Kurzpass-Spiel der UdSSR der auf Dump’n’Chase basierenden nordamerikanischen Spielanlage überlegen zeigte. Eine der wenigen Ausnahmen bildete das als „Miracle on Ice“ in die Geschichte eingegangene Spiel der UdSSR gegen Gastgeber USA beim olympischen Eishockeyturnier 1980, bei dem die übermächtig scheinende „Sbornaja“ eine überraschende Niederlage kassierte.
Als ein Faktor für die anhaltende Überlegenheit wurde das strikte Startverbot für Profis bei internationalen Wettkämpfen ausgemacht, was offensichtlich den vorrangig aus College-Spielern zusammengestellten nordamerikanischen Auswahlteams gegenüber den professionell geführten Nationalmannschaften der UdSSR und der Tschechoslowakei einen nicht zu kompensierenden Nachteil bescherte. Die sowjetische Mannschaft bestand zudem größtenteils aus Spielern des Serienmeisters und vielfachen Europapokalsiegers ZSKA Moskau, womit diese weltweit über den am besten eingespielten Kader verfügte. In Anbetracht dieser Überlegenheit hatte die kanadische Canadian Amateur Hockey Association ab 1970 auf weitere Teilnahmen ihrer Auswahlmannschaft verzichtet, nachdem ihr Antrag auf Lockerung des Amateur-Status für WM und Olympische Spiele vom Weltverband IIHF abgelehnt worden war.
Um einer Spaltung des internationalen Eishockeys entgegenzutreten, wurde im Frühjahr 1972 eine Turnierserie ins Leben gerufen, bei welcher die sowjetische Nationalmannschaft acht Vergleiche gegen ein ausschließlich aus NHL-Profis bestehendes Team Canada bestreiten durfte. Nach drei Erfolgen in den ersten fünf Partien sah die UdSSR-Auswahl bereits wie der sichere Triumphator der „Summit Series“ aus, gab den Gesamtsieg jedoch im achten und letzten Spiel doch noch aus der Hand. Zumindest blieb sie der moralische Sieger, hatte sie doch unter Beweis gestellt, dass die vermeintliche Kluft zwischen dem nordamerikanischen Profi-Eishockey und dem erst seit zwanzig Jahren existierenden sowjetischen Eishockey nicht mehr vorhanden war. Dieser Eindruck bestätigte sich bei der Neuauflage zwei Jahre später, welche die „Sbornaja“ – diesmal gegen ein Team des NHL-Konkurrenten World Hockey Association antretend – unangefochten für sich entschied.
Während die Kanadier nach der Aufhebung der Amateur-Klausel ab 1977 ihre Nationalmannschaft wieder zu internationalen Großturnieren entsendete, fanden die Vergleiche der sowjetischen Kaderspieler mit den nordamerikanischen Profis ihre Fortsetzung auf Klubebene. In der sogenannten „Super Series“ absolvierte ein Team aus der UdSSR bzw. die sowjetische Nationalmannschaft mehrere Partien gegen verschiedene NHL-Teams. Letztlich konnten die sowjetischen Vertreter 16 der insgesamt 20 ausgetragenen Super Series für sich entscheiden. Ebenfalls in die Geschichte gingen sowohl der Challenge Cup 1979 – eine Serie über drei Spiele, in denen die UdSSR eine All-Star-Auswahl der NHL mit 2:1 besiegen konnte – als auch das Rendez-vous ’87 ein – eine an den Challenge Cup angelehnte Serie, die jedoch nur zwei Spiele umfasste und unentschieden endete. Sämtliche Vergleiche der sowjetischen Teams fanden auf nordamerikanischem Boden statt.

### Vom Zerfall der Sowjetunion bis in die Gegenwart

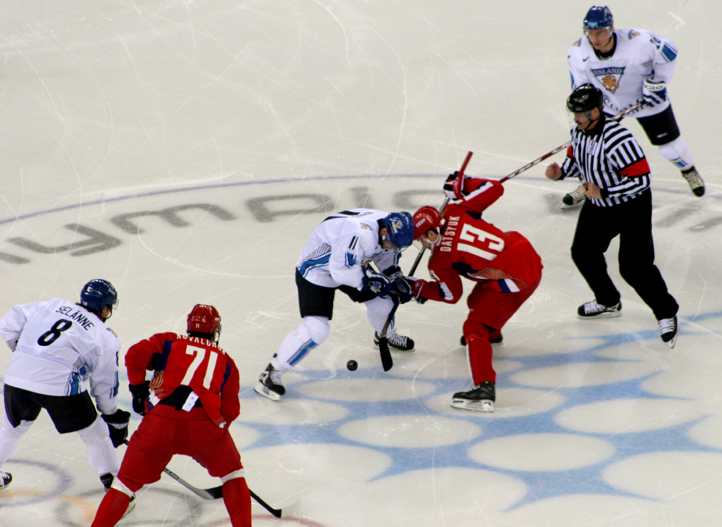
Die russische Eishockeynationalmannschaft bei den Olympischen Spielen 2006

Ende der achtziger Jahre wurde der ersten Garde der sowjetischen Auswahlspieler gestattet, fortan als Profis in der National Hockey League zu spielen. Davon betroffen war vor allem der bisherige Serienmeister ZSKA Moskau, der nach dem Abgang seiner Leistungsträger seine sowjetische bzw. europäische Vormachtstellung schlagartig einbüßte. Blieb die Rangordnung im weltweiten Eishockey weiterhin unangetastet, deutete sich im Jahr 1991 das Ende der sowjetischen Ära an. Bereits im Dezember 1990 musste sich Dynamo Moskau im Europapokal-Finale dem schwedischen Vertreter Djurgårdens IF Stockholm geschlagen geben, womit sich erstmals in der 25-jährigen EC-Historie kein Team aus der UdSSR oder der Tschechoslowakei die Trophäe sichern konnte. Im Frühjahr 1991 kam die „Sbornaja“ bei ihrem letzten WM-Auftritt nicht über den Bronzerang hinaus. Mit der Auflösung der UdSSR im Dezember des gleichen Jahres und der Übernahme der Rechtsnachfolge durch Russland war das sowjetische Eishockey schließlich Geschichte.
Die Dominanz der russischen Nationalmannschaft ist im Gegensatz zu ihrem sowjetischen Vorgänger nicht mehr vorhanden, so konnte das Team seit dem Zerfall der Sowjetunion erst fünfmal die Eishockey-Weltmeisterschaft gewinnen (1993, 2008, 2009, 2012, 2014), 1992 und 2018 gewannen sie als „Vereintes Team“ beziehungsweise als „Olympische Athleten aus Russland“ Olympiagold.
In Russland selbst löste erst 1996 die Superliga die Internationale Hockey-Liga, die noch aus den Überresten der Internationalen Liga der GUS sowie der Sowjetischen Liga bestand, als höchste Spielklasse ab. Die Liga, die später als beste Eishockeyliga der Welt hinter der NHL galt, spielte den russischen Meister aus. Russischer Rekordmeister seit 1996 ist der HK Metallurg Magnitogorsk mit vier nationalen Titeln.
Noch heute steht die Wechselproblematik von russischen Spielern nach Nordamerika im Blickpunkt. Zum einen fordern die russischen Vereine oftmals sehr hohe Ablösesummen, um die talentierten Spieler im eigenen Land behalten zu können, zum anderen bereitete auch immer wieder die russische Wehrdienstproblematik Schwierigkeiten. Russische Spieler, die in der NHL spielen, sind aufgrund ihres Aufenthalts im Ausland vorübergehend vom Wehrdienst befreit, kehren sie für kurze Zeit ins Land zurück, werden sie jedoch meist von der Armee eingezogen. Dies wurde beispielsweise Alexander Sjomin von den Washington Capitals zum Verhängnis, der während des NHL-Lockouts 2004/05 für 50 Spiele nach Russland zurückkehrte, dann aber eine zweite Spielzeit in seinem Heimatland absolvieren musste, da er mit seinem Wechsel nach Russland den damals noch zweijährigen Wehrdienst in der Russischen Armee ableisten musste, was eine Rückkehr in die NHL zunächst ausschloss. Russische Spieler, die erst nach ihrer Juniorenzeit in die NHL wechseln wollen, werden zudem oft durch diesen Wehrdienst von den Funktionären für längere Zeit in Russland gehalten. Ein Autor der Nowaja gaseta schrieb zur Situation Anfang 2020 „Fast alle unsere Stars sind in Übersee. Nach den Olympischen Spielen 2022 wird das Wort „fast“ weg gelassen werden können.“

## Organisation
Organisiert wird der Eishockeysport auf nationaler Ebene vom russischen Eishockeyverband Federazija Hokkeia Rossii (russisch Федерация хоккея России), zu dessen Aufgabengebiet neben der Russischen Pro Hockeyliga, welche die Superliga und die nächsttiefere Wysschaja Liga (Oberliga) umfasst, auch die Organisation der zahlreichen tiefklassigeren Amateurligen sowie die in Russland ebenfalls gegenüber dem westlichen Europa deutlich populäreren Frauenspielklassen gehören.
Im Spielbetrieb der Superliga standen bis zu 20 Mannschaften, bei denen ausschließlich professionelle Spieler unter Vertrag stehen. Auch die Wysschaja Liga ist als reine Profiliga organisiert. Der Meister der Ligen wird zum Saisonende in einer Playoff-Runde ausgespielt, der jeweils Letzte der Superliga-Saison steigt in die zweite Liga ab. Erfüllt der Meister der Wysschaja Liga die Lizenzauflagen der Superliga, steigt er in diese auf, ist dies nicht der Fall, wird der unterlegene Finalist in die nächsthöhere Liga gestuft. Können beide Teams die Lizenzauflagen nicht erfüllen, findet kein Auf- oder Abstieg statt. Am Spielbetrieb der Wysschaja Liga nahmen auch Teams aus Kasachstan und der Ukraine teil, die ab 2008 auch an den Playoffs teilnehmen durften und somit auch in die Superliga aufsteigen konnten, was zuvor nicht möglich war.
Zur Saison 2008/09 wurde die Superliga von der Kontinentalen Hockey-Liga KHL abgelöst. An der KHL können auch nicht-russische Mannschaften teilnehmen, für die erste Saison waren dies Barys Astana, Dinamo Riga und Dinamo Minsk. Neben einer Erweiterung in andere ehemals sowjetische Staaten, plant die KHL mittel- bis langfristig die Ausnahme von Teams aus West- und Mitteleuropa, sowie den Nordischen Ländern; bisher scheiterten die Verhandlungen jedoch an einem tragfähigen Konzept bzw. an der nötigen Zustimmung des jeweiligen nationalen Verbandes. Der HC Lev Poprad nahm nach zwei Verschiebungen – wegen der fehlenden Zustimmung des nationalen Eishockeyverbandes – zur Saison 2011/12 als erster nicht ex-sowjetischer Club den Spielbetrieb auf. Die KHL orientiert sich stark an den Regularien der NHL, unter anderem gibt es einen Salary Cap von 22,5 Mio. US-Dollar und einen Spieler-Draft.
Im Sommer 2010 wurde auch die zweite Spielklasse reformiert und in Wysschaja Hockey-Liga umbenannt.

## Internationale Eishockeyturniere in Russland

Logo der 71. A-WM in Moskau und Mytischtschi

Das erste internationale Turnier auf russischem Boden fand im Jahr 1957 mit der WM in Moskau statt. Als Reaktion auf die Niederschlagung des Ungarnaufstands durch die Streitkräfte des Warschauer Pakts boykottierten die nationalen Eishockeyverbände der USA und Kanadas die WM in der sowjetischen Hauptstadt; andere Verbände westlicher Staaten wie die BR Deutschland, Italien, Norwegen oder die Schweiz schlossen sich an. Entgegen allen Erwartungen belegte Titelverteidiger und Gastgeber UdSSR nur den zweiten Platz, Weltmeister wurde Schweden. Bei den erneut in Moskau stattfindenden Weltmeisterschaften 1973, 1979 und 1986 konnte dieser Makel allerdings behoben werden und das sowjetische Team gewann alle drei Endkämpfe.
Seit Bestehen der Russischen Föderation fanden bisher zweimal Weltmeisterschaften auf russischem Boden statt, zum einen 2000 in Sankt Petersburg, zum anderen 2007 in Moskau und Mytischtschi.
2014 fanden zudem erstmals Olympische Winterspiele auf russischem Boden statt, nachdem die Spiele an die Schwarzmeer-Küstenstadt Sotschi vergeben worden waren.
Eine besondere Bedeutung in Russland findet zudem der seit 1967 ausgetragene Channel One Cup (früher Iswestija-Pokal), bei dem sich jährlich ein Teil der besten Eishockeymannschaften der Welt, im Kern Nationalmannschaften aus Schweden, Finnland, Russland (früher die UdSSR) und Tschechien (früher die ČSSR/ČSFR), in Moskau zu einem Viernationenturnier treffen. Der Wettbewerb wird heute im Rahmen der ebenfalls jährlich stattfindenden Euro Hockey Tour ausgetragen, zu der neben dem Channel One Cup auch die Czech Hockey Games in Tschechien, der Karjala Cup in Finnland und die schwedischen Oddset Hockey Games gehören.

## Bekannte Spieler

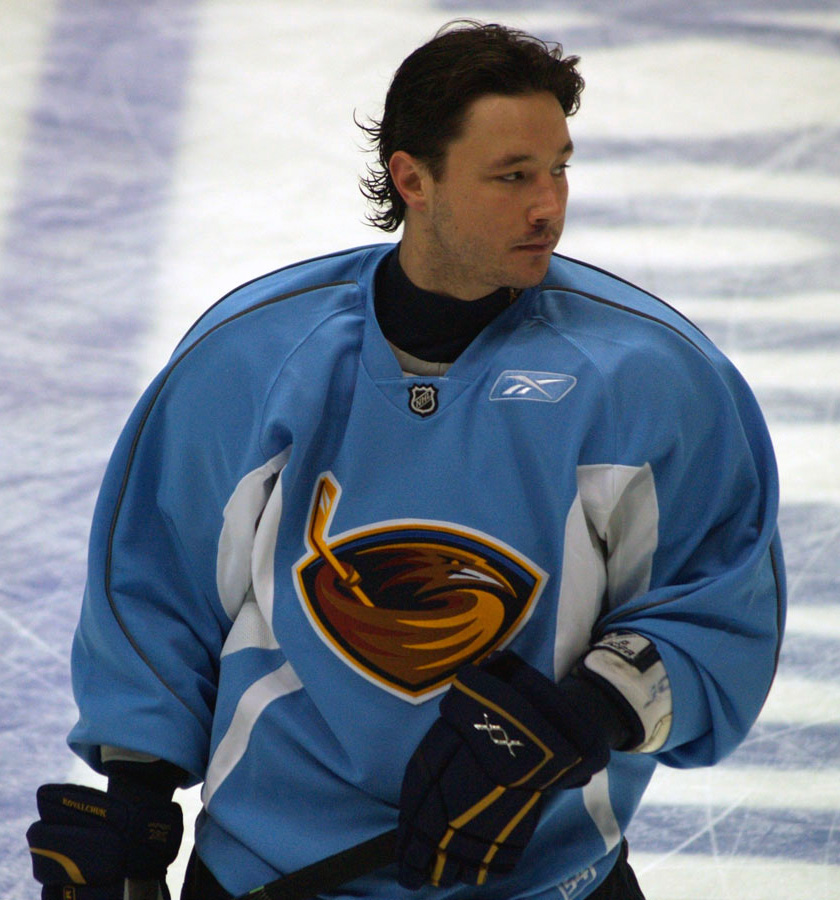
Ilja Kowaltschuk

Zu den bekanntesten ehemaligen sowjetischen Spielern zählen unter anderem die Olympiasieger Wsewolod Bobrow, Wjatscheslaw Bykow, Waleri Charlamow, Alexei Kassatonow, Boris Michailow, Alexander Ragulin, Wladimir Petrow und Wladislaw Tretjak sowie Weltmeister Helmuts Balderis, die inzwischen alle in die Internationale Hockey Hall of Fame aufgenommen wurden.
Sowjetische Olympiasieger, die später auch noch in der NHL spielten und Erfolge feierten, waren allen voran Sergei Makarow und Wjatscheslaw Fetissow, denen bereits 1989 eine Ausreise nach Nordamerika bewilligt worden war, sowie Wladimir Krutow und Igor Larionow. Krutow, Larionow und Makarow bildeten zudem die berühmte KLM-Reihe, eine russische Sturmformation, die heute allgemein als die beste europäische Sturmreihe aller Zeiten gilt. Die Bekanntheit vieler sowjetischer Eishockeyspieler in der westlichen Welt wurde aber dennoch durch die Tatsache geschmälert, dass es Sowjetspielern verboten war, in westliche Ligen zu wechseln. Das wurde vor allem nationalen Stars wie Larionow zum Verhängnis, der heute als einer der besten Spielmacher und Passgeber aller Zeiten gilt, aber erst mit 33 in die NHL wechseln konnte. Ebenso Wladislaw Tretjak, wohl einer der besten Torhüter aller Zeiten, für den die Öffnung des Eisernen Vorhangs jedoch ebenfalls zu spät kam.

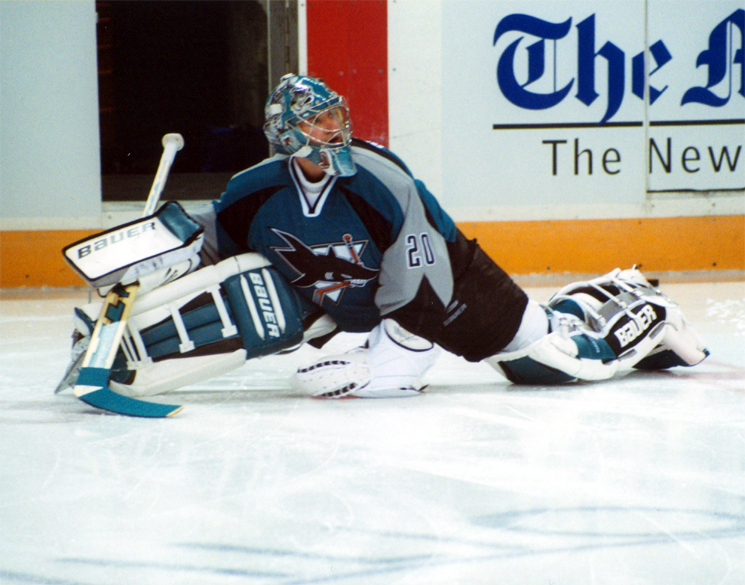
Jewgeni Nabokow

Zu den bekanntesten russischen Spielern der 1990er und 2000er Jahre zählen unter anderem die Stanley-Cup-Sieger Pawel Dazjuk und Sergei Fjodorow sowie die NHL-Spieler und Olympiateilnehmer Sergei Gontschar, Ilja Kowaltschuk, Jewgeni Malkin, Alexander Owetschkin, Alexei Jaschin, Jewgeni Nabokow und Alexei Morosow, die alle mehr oder weniger große Erfolge, wie beispielsweise die Teilnahme an NHL-All-Star-Spielen, in Nordamerika oder ihrer Heimat vorzuweisen haben. Torhüter Nikolai Chabibulin war 2004 der erste russische Torhüter, der den Stanley Cup gewinnen konnte. Alexei Kowaljow war nicht nur der erste russische Spieler, der jemals in der ersten Runde eines NHL Entry Drafts gezogen wurde, er war auch der erste Russe, der jemals den Stanley Cup gewann.